# Saint-Avit-Sénieur
Saint-Avit-Sénieur là một xã, nằm ở tỉnh Dordogne vùng Aquitaine của Pháp. Xã này có diện tích 23,4 km², dân số năm 1999 là 403 người. Xã nằm ở khu vực có độ cao trung bình 171 m trên mực nước biển.

## Hành chính
| Danh sách các xã trưởng                |             |               |      |          |
| Giai đoạn                              | Giai đoạn   | Tên           | Đảng | Tư cách  |
| tháng 3 năm 2001                       | đương nhiệm | Alain Delayre | PS   | nông dân |
| Tất cả các dữ liệu trước đây không rõ. |             |               |      |          |

## Thông tin nhân khẩu
| Năm | 1962 | 1968 | 1975 | 1982 | 1990 | 1999 |
| --- | ---- | ---- | ---- | ---- | ---- | ---- |
| Dân số | 506  | 464  | 394  | 385  | 365  | 403  |
| From the year 1962 on: No double counting—residents of multiple communes (e.g. students and military personnel) are counted only once. |      |      |      |      |      |      |